# 오타니촌 (에히메현)
오타니촌(大谷村)은 에히메현 기타군에 설치된 촌이다. 